# Ambassis elongatus
Ambassis elongatus é uma espécie de peixe da família Ambassidae.
É endémica da Austrália.